# Bernas
Bernas (Berita Nasional) – dawny indonezyjski dziennik oraz obecny portal informacyjny z siedzibą w Yogyakarcie.
Pismo zostało założone w 1946 roku, a jego ostatni drukowany numer ukazał się w 2018 roku.
Serwis internetowy Bernas.id został uruchomiony w 2015 roku. 
Nazwa gazety jest akronimem od wyrażenia berita nasional – „narodowe wieści”. 